# Акротири и Декелия
Акротири и Декелия (на гръцки: Akrotiríou ke Dekélias, на турски: Ağrotur ve Dikelya) са 2 британски военни бази на територията на остров Кипър.
Имат статут на британска задморска територия, което означава, че са под суверенитета на Обединеното кралство, но не влизат в неговия състав.
Акротири (с военновъздушна база) се намира на запад от Лимасол и има площ от 123 km2. Декелия е на изток от Ларнака с площ от 131 km2. Официален език е английският.

## География
Базата Акротири (гр. Ακρωτήρι, тур. Agrotur; с гарнизон Епископи) е разположена на юг от Република Кипър, близо до град Лимасол. Декелия (гр. Δεκέλεια, тур. Dikelya) е разположена в югоизточната част от острова, недалеч от кипърския град Ларнака.
Акоритри и Декелия заедно заемат около 3% от площта на острова, 60% от земята е собственост на кипърски граждани или поданици на Великобритания, а 40% принадлежат на Министерството на отбраната на Британската корона.
Територията на Акротири е заобиколена от територията на Република Кипър, а Декелия – с Република Кипър, със Севернокипърската турска република и с ивицата неутрална зона (Зелената линия), разделяща гръцката и турската части на острова, охранявана от войски на ООН.
На територията на Декелия са разположени 2 анклава на Република Кипър – селата Ксилотимпу и Ормидия.

## Фотогалерия
- Разположение на базите (в червено)
- План на Акротири
- План на Декелия